# Rhinanthus mediterraneus

## Descripción
Planta herbácea anual. semiparásita, con tallos de 5-40 cm, simples o ramificados, con rayas negras, pelosos en dos lados opuestos. Hojas desde ovado-oblongas hasta oblongo-lanceoladas, con dientes agudos, patentes. Brácteas más largas que el cáliz, triangular ovadas, puberulentas, disminuyendo de tamaño hacia el ápice. Corola amarilla, bilabiada, de aproximadamente 20 mm, con el tubo algo curvado. Cáliz pubeulento. 4 estambres iguales dos a dos, incluidos en el labio superior de la corola. Anteras pelosas. Florece en primavera y verano.

## Distribución y hábitat
En la península ibérica. En bordes de caminos y prados nitrófilos.